# Forza Motorsport 7

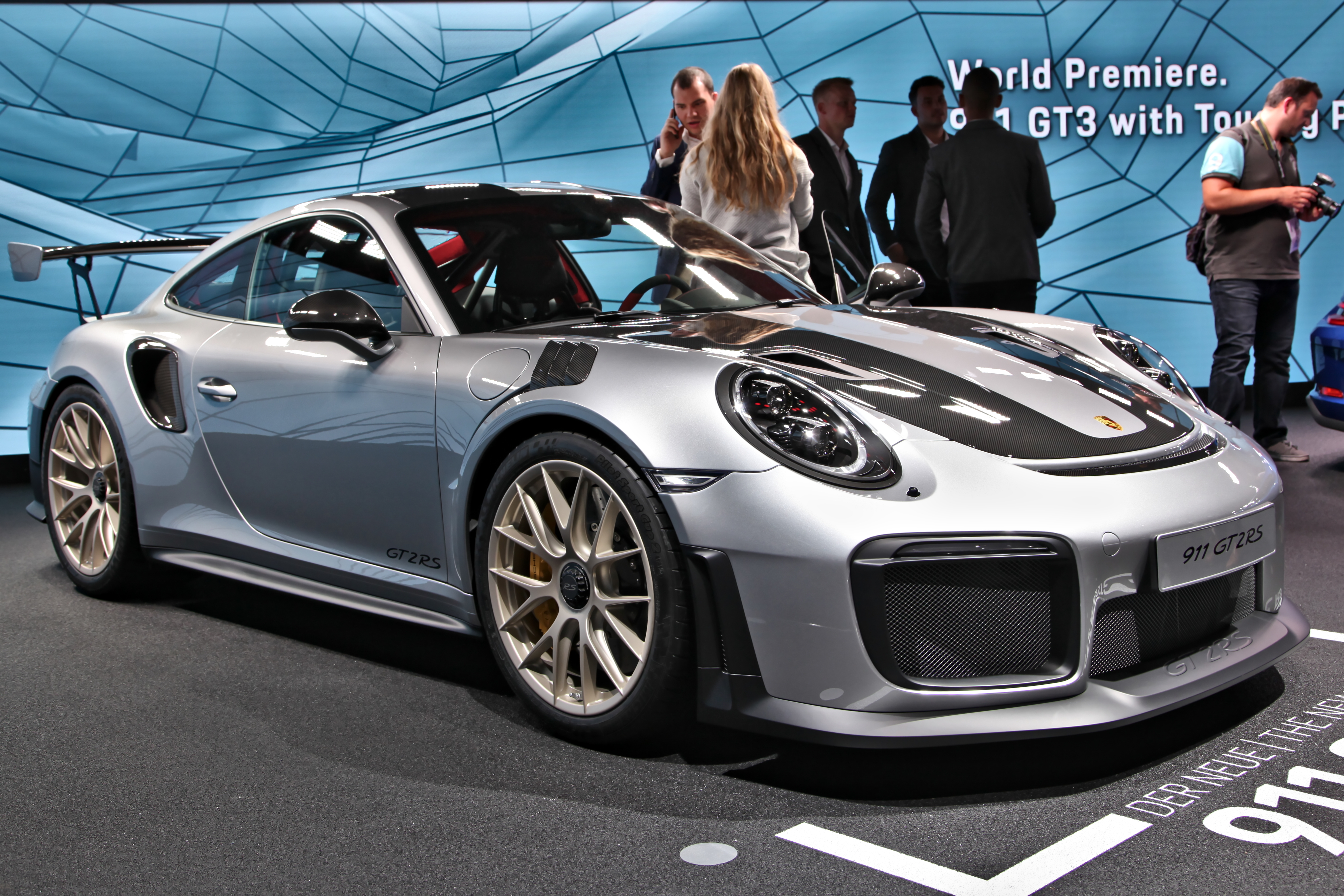

Forza Motorsport 7 es un videojuego de carreras desarrollado por Turn 10 Studios y distribuido por Microsoft Studios. Fue lanzado en Xbox One y Microsoft Windows el 3 de octubre de 2017, y en Xbox One X el 7 de noviembre de 2017, siendo la décima entrega de la serie Forza Motorsport.

## Modo de juego
Forza Motorsport 7 cuenta con más de 700 coches y de 30 lugares diferentes para competir, e incluye un sistema meteorológico totalmente dinámico que cambia durante la carrera. Además permite al jugador editar ciertos personajes.

## Desarrollo
El videojuego fue desarrollado por la empresa estadounidense Turn 10 Studios, perteneciente a Microsoft, en simultáneo con el desarrollo de la Xbox One X, la cual ejecuta a Forza Motorsport 7 en resolución 4K y a 60 FPS (fotogramas por segundo). Utiliza el motor ForzaTech, diseñado también por Microsoft.

## Lanzamiento
Forza Motorsport 7 fue anunciado el 11 de junio de 2017 en la conferencia de prensa de Microsoft durante el E3 2017. En la portada se mostró un Porsche 911 GT2 2018, gracias a un contrato de 6 años de la marca alemana con Turn 10. El lanzamiento en Xbox One y Microsoft Windows fue el 3 de octubre de 2017 y en Xbox One X el 7 de noviembre.

## Recepción
El videojuego recibió críticas favorables en páginas como Metacritic; 82/100 en PC y 86/100 en Xbox One; y IGN; 9.2/10.